# Emmanuel Osei
Emmanuel Osei (23 de agosto de 1982) é um futebolista profissional ganês que atua como defensor.

## Carreira
Emmanuel Osei representou a Seleção Ganesa de Futebol nas Olimpíadas de 2004.